# جيسي نيل
جيسي نيل (بالإنجليزية: Jesse Neal)‏ هو مصارع محترف أمريكي، ولد في 10 أبريل 1980 في أورلاندو في الولايات المتحدة.

## وصلات خارجية
- جيسي نيل على موقع WrestlingData.com (الإنجليزية)
- جيسي نيل على موقع CageMatch worker (الإنجليزية)
- جيسي نيل على موقع قاعدة بيانات المصارعة على الإنترنت (الإنجليزية)
- جيسي نيل على موقع عالم المصارعة على الإنترنت (الإنجليزية)

- جيسي نيل على موقع IMDb (الإنجليزية)
- جيسي نيل على موقع قاعدة بيانات الفيلم (الإنجليزية)